# FSV Krumhermersdorf
Der FSV Krumhermersdorf ist ein Fußballverein im Ortsteil Krumhermersdorf der Stadt Zschopau in Sachsen. Die Vorgängergemeinschaft BSG Aufbau Krumhermersdorf ließ den 20 Kilometer südöstlich von Chemnitz gelegenen Ort 1976/77 als „DDR-Fußballdorf“ bekannt werden, als seine Fußballmannschaft die zweithöchste Spielklasse der DDR erreichte. Seit der Saison 2012/13 trägt der Verein den Namen FSV Zschopau/Krumhermersdorf.

## Fußball-Anfänge
Fußball hat in dem weniger als 2000 Einwohner zählenden Dorf Tradition. Am 1. Juli 1921 wurde der Fußball-Club Ring Krumhermersdorf gegründet. Unter Mithilfe der Vereinsmitglieder und den Anhängern der Fußballmannschaft wurde 1927 der Gemeindesportplatz fertiggestellt, der dem FC Ring künftig als Spielstätte diente. Aufgrund des Sportvereinsverbots der Besatzungsmächte musste der Verein nach dem Zweiten Weltkrieg 1945 aufgelöst werden.

## Betriebssportgemeinschaft zwischen Kreis- und Bezirksliga
Um weiterhin am zunächst auf Kreisebene zugelassenen Sportverkehr teilnehmen zu können, gründeten Krumhermersdorfer Sportler bereits am 24. August 1945 die Sportgemeinschaft Krumhermersdorf. Es konnte eine spielstarke Fußballmannschaft zusammengestellt werden, die innerhalb von drei Jahren dreimal aufstieg und ab 1948 in der damals zweitklassigen Bezirksklasse Chemnitz spielte. Mit Einführung des Systems der Betriebssportgemeinschaften (BSG) in Ostdeutschland wurde die Sportgemeinschaft in die BSG Fortschritt Krumhermersdorf umgewandelt, Trägerbetrieb wurde das benachbarte Zschopauer Buntsockenwerk „Max Roscher“. Dank seiner Förderung stieg die Fußballmannschaft 1953 erneut auf und spielte nun in der Bezirksklasse Karl-Marx-Stadt, im DDR-Fußball die 4. Liga. Nach dem Aufstieg nannte sich die BSG mit Hinweis auf ihren Trägerbetrieb Fortschritt Zschopau. Nach weiteren vier Jahren hatte Fortschritt die drittklassige Bezirksliga Karl-Marx-Stadt erreicht, konnte aber im zweiten Jahr die Klasse nicht mehr halten und musste ab 1960 wieder in der Bezirksklasse spielen. Ab 1963 pendelte die BSG, die sich nun Fortschritt Krumhermersdorf nannte, ständig zwischen Bezirks- und Kreisklasse, ehe 1969 wieder der Aufstieg in die Bezirksliga gelang. Inzwischen hatte sich die Mannschaft so gefestigt, dass der Klassenerhalt andauernd gesichert werden konnte. Der Gewinn des Bezirkspokals 1972 führte in der Vorrunde des DDR-Pokalwettbewerbes zur Begegnung Fortschritt Krumhermersdorf – FC Carl Zeiss Jena. Auf dem eiligst überholten Hartplatz verloren die Krumhermersdorfer am 11. November 1972 vor der Rekordkulisse von 4500 Zuschauern gegen den DDR-Vizemeister mit 1:4.

## Das Fußballdorf in der 2. Liga

Vereinswappen der BSG dkk

1976 feierte Krumhermersdorf einen Höhepunkt in seiner Fußballgeschichte. Die BSG Fortschritt errang die Bezirksmeisterschaft und qualifizierte sich für die zweithöchste Spielklasse der DDR, die DDR-Liga. Die Qualität der Mannschaft reichte jedoch noch nicht aus, sodass nach Abschluss der Saison 1976/77 mit dem 11. und letzten Platz der Abstieg hingenommen werden musste. In dem am 29. Juli 1978 eingeweihten neuen „Stadion der Bauarbeiter“ folgten drei weitere Jahre in der Drittklassigkeit in der Bezirksliga, bevor Krumhermersdorf 1980 erneut Bezirksmeister wurde. Die ein Jahr zuvor in Aufbau Krumhermersdorf umbenannte BSG qualifizierte sich erneut für die DDR-Liga. Mit Hilfe der erfahrenen Oberligaspieler vom FC Karl-Marx-Stadt Bernd Sachse und Frank Sorge formten die Trainer Günter Messig und Wilfried Claus und ab 1982 Gerd Schädlich (25 Oberligaspiele beim FCK) eine Mannschaft, die in den Spielzeiten 1980/81, 1981/82, 1983/84 und 1984/85 in der zweithöchsten DDR-Spielklasse vertreten sein konnte. 1983/84 erreichte Krumhermersdorf mit Platz 3 sein bestes DDR-Liga-Ergebnis. Dabei stand Trainer Schädlich in den 22 Punktspielen folgende im Durchschnitt 25,8 Jahre alte Stammelf zur Verfügung:
| Uwe Claus (15 Spiele / 23 Jahre)                                   |
| Ulrich Schuffenhauer (18/30)                                       |
| Frank Sorge (20/36), Andreas Schneider (11/26), Uwe Arnold (19/28) |
| Mario Hunger (22/22), Jens Arnold (22/22), Andreas Welzl (22/25)   |
| Jan Arnold (22/22), Bernd Sachse (20/28), Frank Seefeld (21/22)    |

In der erfolgreichen Saison kamen 19.000 Zuschauer in das 6.000 Besucher fassenden Stadion der Bauarbeiter. Das sind pro Spiel 1.770 Zuschauer, ungefähr so viel wie Krumhermersdorf Einwohner hatte. Das Spitzenspiel gegen die benachbarte BSG Sachsenring Zwickau sahen 5.000 Zuschauer.
Ab 1985 übernahm mit dem Kühlgerätewerk dkk Scharfenstein ein neuer Trägerbetrieb die Förderung der BSG, die sich daraufhin in Aufbau dkk Krumhermersdorf umbenannte. Mit Beginn der Saison 1984/85 spielte die DDR-Liga statt bisher mit fünf nur noch mit zwei Staffeln. Mit dem gestiegenen Niveau konnte Krumhermersdorf nicht mehr mithalten und stieg am Ende der Spielzeit als 16. von 18 Mannschaften wieder in die Bezirksliga ab. Danach dauerte es vier Jahre, ehe sich die Mannschaft erneut für die DDR-Liga qualifizieren konnte. Im Anschluss an die Qualifikation erfolgte zum 1. August 1989 eine Neubildung zur BSG dkk Scharfenstein/Krumhermersdorf. Die Mannschaft der vorherigen BSG Motor Scharfenstein bzw. ab Sommer 1988 BSG dkk Scharfenstein hatte in den frühen 1980er Jahren mehrere Spielzeiten in der drittklassigen Bezirksliga gespielt und traf dabei auch auf die BSG Aufbau Krumhermersdorf. Nunmehr wurde das vorhandene Spielerpotential gebündelt, die vorhergehende 1. Mannschaft aus Scharfenstein trat nun als BSG dkk Scharfenstein/Krumhermersdorf II in der Bezirksklasse an. In der letzten Saison der DDR-Liga 1989/90 vor der Übernahme durch den DFB-Spielbetrieb erreichte die BSG dkk noch einmal den 16. Platz.

## Ehemalige und spätere DDR-Oberligaspieler
In den 1970er und 1980er Jahren kam es zu einem regen Wechsel von Spielern zur oder von der DDR-Oberliga, an dem in den meisten Fällen der benachbarte FC Karl-Marx-Stadt beteiligt war:
| Name            | bei K’hermersdf. | kam oder ging          | Oberligaspiele | Sonstiges                                                            |
| --------------- | ---------------- | ---------------------- | -------------- | -------------------------------------------------------------------- |
| Jürgen Günther  | bis 1978         | zum FC Karl-Marx-Stadt | 39             |                                                                      |
| Uwe Hötzel      | 1983–1985        | vom FC Karl-Marx-Stadt | 16             |                                                                      |
| Bernd Sachse    | 1977–1990        | vom FC Karl-Marx-Stadt | 69             |                                                                      |
| Jan Seifert     | 1987–1989        | zum FC Karl-Marx-Stadt | 23             |                                                                      |
| Frank Sorge     | 1981–1985        | vom FC Karl-Marx-Stadt | 272            |                                                                      |
| Frank Uhlig     | 1972–1974        | zum FC Karl-Marx-Stadt | 237            | 1 A-Länderspiel, 2 Olympiaauswahlspiele, Olympia-Silbermedaille 1980 |
| Torsten Viertel | 1987–1988        | zu Sachsenring Zwickau | 24             |                                                                      |

1991 ging Sixten Veit zum Chemnitzer FC (Nachfolger des FC Karl-Marx-Stadt) und machte später Karriere bei Hertha BSC und Beşiktaş Istanbul.

## FSV Krumhermersdorf
Als das Kühlgerätewerk infolge der wirtschaftlichen Umstellungen nach der politischen Wende von 1989 die Förderung der BSG einstellte, löste sich zum 1. Juli 1990 die erst knapp ein Jahr alte BSG dkk Scharfenstein/Krumhermersdorf auf und wurde mit allen Mannschaften vom Spielbetrieb abgemeldet. Um die Jugendmannschaften aufzufangen, wurde 1991 der neue Verein FSV Krumhermersdorf gegründet. Mit einer neu zusammengestellten Männermannschaft begann der FSV in der Saison 1991/92 in der 2. Kreisklasse. Mit einem Autohaus als Hauptsponsor gelangte der Verein zu einer gesunden wirtschaftlichen Basis. Schon 1994 war die sechstklassige Bezirksliga erreicht, wo die Mannschaft in den folgenden Jahren teilweise im Spitzenfeld mitspielte. Als sich 2005 der benachbarte Zschopauer FC auflöste, konnten die Krumhermersdorfer zahlreiche Spieler übernehmen und erreichten damit am Saisonende den Aufstieg in die Landesliga Sachsen. Nach nur einer Spielzeit stieg die Mannschaft wieder in die Bezirksliga ab. Dort konnte sie sich bis zur Saison 2011/12 halten. Dann folgte der Abstieg in die Kreisoberliga und ein Jahr später in die Kreisliga. Seitdem pendelt die Mannschaft zwischen Kreisoberliga und Kreisliga.

## TV-Dokumentation
Die Geschichte des FSV Krumhermersdorf wurde in der Dokumentationsreihe Der Osten – Entdecke wo du lebst des MDR-Fernsehens mit dem Episodentitel Die Wadenbeißer von Krumhermersdorf verfilmt und erstmals am 27. August 2013 ausgestrahlt.